# Philippe de la Chambre
Philippe de la Chambre (Sabóia, 1490 - Roma, 21 de fevereiro de 1550) foi um cardeal do século XVII.

## Biografia
Nasceu em Sabóia em Ca.1490. Quarto filho de Louis de Seyssel, conde de La Chambre, e Anne de La Tour d'Auvergne; ela era viúva de Alexandre Stuart, duque de Albany; e também está listada como Anne de Boulogne. Ele era conhecido como Cardeal de Boulogne . Ele era parente da rainha Caterina de' Medici da França.
Ingressou muito jovem na Ordem de São Bento (Beneditino).
Ordenado (nenhuma informação encontrada). Eleito pelo papa abade em comenda da abadia beneditina de Saint-Pierre-de-Corbie  1523; seguiu-se uma batalha legal porque o rei da França nomeou o cardeal Louis de Bourbon para a mesma abadia; ele não poderia tomar posse até que uma sentença do parlamento em outubro de 1528 reconhecesse sua nomeação legítima pelo papa; assim que foi investido como abade, trocou Corbie por Paris e nunca mais voltou, exceto para receber os aluguéis e pagar as mesadas devidas ao cardeal de Bourbon.
Criado cardeal sacerdote no consistório de 7 de novembro de 1533; recebeu o barrete vermelho e o título de S. Martino ai Monti, em 10 de novembro de 1533. Participou do conclave de 1534, que elegeu o Papa Paulo III.
Administrador da sé de Belley, 8 de janeiro de 1535 até 24 de maio de 1538. Optou pelo título de S. Prassede, 23 de março de 1541. Optou pelo título de S. Maria in Trastevere, 15 de fevereiro de 1542. Optou pela Ordem dos Cardeais Bispos e pela sé suburbana de Frascati, em 24 de setembro de 1543. Administrador da sé de Quimper, em 19 de julho de 1546 até sua morte. Participou do conclave de 1549-1550, que elegeu o Papa Júlio III.
Morreu em Roma em 21 de fevereiro de 1550. Enterrado na igreja de SS. Trinità al Monte Pincio, Roma.